# Filippo Sanalitro
Cantante e attore palermitano oppure napoletano, morto per overdose.